# Historia de la educación en Francia
El sistema educativo en Francia puede remontarse al Imperio Romano. Las escuelas quizás hayan estado activas desde finales del imperio hasta el principio de la Edad Media en algunos pueblos del sur de Francia.

## La Galia y el Imperio romano
Antes del establecimiento del imperio romano, la educación en la Galia era una tarea doméstica o proporcionada por druidas itinerantes que viajaban por la Europa Occidental celta.
Las escuelas de latín fueron establecidas por los ricos patricios.

## Edad Media
Como en otras partes de la Europa Occidental medieval, la literatura era principalmente en Latín. Las escuelas eclesiásticas asociadas a abadías y catedrales se desarrollaron desde el siglo VIII en adelante y fueron controladas por la Iglesia católica. La Universidad de París fue una de las primeras universidades de Europa, creada posiblemente alrededor del año 1150. Las escuelas de gramática, a menudo situadas en catedrales, enseñaban latín y derecho.
Las universidades fueron formalmente establecidas desde el siglo XII, incluyendo la Universidad de París (1150), la Universidad de Toulouse (1229), la Universidad de Orleans (1235), la Universidad de Montpellier (1289), la Universidad de Aviñón (1303), la Universidad de Cahors (1331), la Universidad de Grenoble (1339), la Universidad de Perpiñán (1350), la Universidad de Angers (1364), la de Orange (1365), la Universidad de Aix y de Marsella (1409), la de Dole (1423), la Universidad de Poitiers (1431), la Universidad de Caen (1432), la Universidad de Valence (1452), la Universidad de Nantes (1461), la Universidad de Bourges (1464), la Universidad de Douai (1559) y otras.

## Edad Moderna
En la Edad Moderna, los colegios fueron establecidos por varias órdenes católicas, notablemente los oratorianos. Paralelamente, las universidad se fueron desarrollando en Francia.
Entre 1686 y 1690, la tasa de alfabetización rondaba el 27 % de los hombres y el 14 % de las mujeres. Un siglo más tarde, en 1786-1790, la alfabetización alcanzaba el 47 % de los hombres y el 27 % de las mujeres.

## La Revolución
Durante la Revolución francesa (1789), las universidades del Antiguo Régimen fueron cerradas, las facultades controladas por la Iglesia disminuyeron y el sistema educativo francés fue completamente reorganizado. Nicolas de Condorcet redactó los planes para una enseñanza universal. Se estableció la educación secundaria extendida en muchas grandes ciudades de Francia. Mientras que la educación superior era un privilegio para los nobles en el Antiguo Régimen, el régimen republicano eliminó todas las anteriores barreras de acceso a los estudios universitarios. La educación liberal, incluyendo especialmente las ciencias modernas, llegó a ser posible y extendida.
Las facultades de la Universidad de Francia estaban organizadas en cuatro categoría (derecho, medicina, ciencias, humanidades), bajo la estricta supervisión del gobierno.
Como reemplazo de las facultades de artes de las universidad del Antiguo Régimen, fueron fundados los liceos en 1802  [Juliette GRANGE, Pierre MUSSO, Philippe RÉIGNIER et Frank YONNET, (2012) "Saint - Simon, À la société du Lycée, 1802", SAINT - SIMON, H, 2012, Oeuvres Complètes, París, vol I, PUF: "Le Lycée républicain est una école de formation pour adultes, une sorte d´université libre fréquentée, contrairement à son intitulé, par des gens de tendence plutôt hostile à la poursuite de la Révolution. Les «Lycées» sont à ce moment – là, des établissements d´enseignement supérieur libre. Il en existait en province et il y en avait plusieurs à París durant les années 1801 – 1802." (p. 73)] como las principales organizaciones de educación secundaria responsables de los exámenes de bachillerato. Enseñaban francés, latín, griego antiguo y ciencias. Una ley de 1808 fijó el plan de estudios como "lenguas antiguas, historia, retórica, lógica y elementos de las ciencias matemáticas y físicas". Solían ser internados bajo disciplina militar.
En paralelo a las facultades de derecho, medicina, ciencias y humanidades en las universidades, se fundaron las Grandes Escuelas, instituciones especializadas en educación superior que se centraban en las ciencias y la ingeniería. Ocurrió en 1794, tras la Revolución francesa, con la creación de la Escuela Normal Superior por la Convención Nacional y la École polytechnique. Realmente, sus precursores fueron funcionarios de las escuelas públicas con el objetivo graduar supervisores de minas (École nationale supérieure des mines de Paris, fundada en 1783), ingenieros de puentes y carreteras (École nationale des ponts et chaussées, fundada en 1747), ingenieros de construcción naval (École nationale supérieure de techniques avancées, fundada 1741) y cinco academias de ingeniería y escuelas de artillería fundadas en el siglo XVII, como la École de l'artillerie de Douai (1697) y la école du génie de Mézière (1748), donde las matemáticas, la química y las ciencias ya ocupaban la mayor parte del currículum impartido por científicos de primera categoría como Pierre-Simon Laplace, Charles Étienne Louis Camus, Étienne Bézout, Sylvestre François Lacroix, Siméon Denis Poisson, Gaspard Monge.

## SigloXIX
Gracias a Guizot, en 1833 comenzó a ser gratuita la educación a nivel parroquial.
Después de la Restauración borbónica, los liceos pasaron a llamarse collèges royaux, pero fueron renombrados liceos (lycées) en la Segunda República Francesa. Esto fue confirmado por la Loi Falloux (de Alfred de Falloux). Para esta época, los liceos incluían clases de secundaria.
Durante el siglo XIX, algunas de las Grandes Escuelas de educación superior fueron fundadas para apoyar la industria y el comercio, entre ellas la École Supérieure de Commerce de Paris (actualmente llamada ESCP Europe, fundada en 1819), la École Centrale des Arts et Manufactures (École centrale de Paris, fundada 1829), la École des arts industriels et des mines (École centrale de Lille, fundada en 1854) y la École centrale lyonnaise pour l'Industrie et le Commerce (École centrale de Lyon, fundada en 1857).
Un acto propuesto por Camille Sée en 1880 trajo las escuelas de secundaria para chicas. Había alrededor de 36 en 1896. La enseñanza secundaria se volvió gratuita entre 1926 y 1930.
Las leyes de Jules Ferry son un conjunto de leyes francesas, que establecieron en primer lugar la educación gratuita (1881) y después la educación laica y obligatoria (1882). Propuestas por los ministro republicano de instrucción pública Jules Ferry, fueron un paso crucial en la base de la Tercera República Francesa (1871-1940).
Durante el último período del siglo XIX, se fundaron nuevas Grandes Escuelas para desarrollar la educación en nuevos campos de las ciencias y la tecnología, como la Escuela de Estudios Superiores de Comercio (HEC París), la École Nationale Supérieure des Télécommunications (TELECOM ParisTech), la École supérieure d'électricité (Supélec).

## SigloXX
Un decreto de 1959 estableció "liceos clásicos, modernos y técnicos". En 1963, las clases de secundaria fueron incluidas en las escuelas de primaria. En 1977 se fundaron les lycées d'enseignement professionnel (escuelas vocacionales), y fueron renombradas como lycée professionnel en 1985.
En 1985, el entonces ministro de educación, Jean-Pierre Chevènement, anunció un objetivo de "el 80% de cada generación alcanzará el bachillerato". Este objetivo fue tomado por su sucesor René Monory y comunicó un acto del parlamento en 1989 propuesto por  Lionel Jospin. En la siguiente década, los liceos y la educación superior crecieron rápidamente. El bachillerato profesional fue creado en 1987, que permitía obtener un diploma de estudios profesionales o un certificado de aptitud profesional para completar la educación secundaria y quizás poder emprender estudios superiores. Entre 1987 y 1995, el número de titulados de bachillerato aumentó de 300.000 a 500.000.
Hasta 1994, los itinerarios en el liceo se llamaban A (literatura, filosofía y lenguas), B (economía y sociedad), C (matemáticas), D (biología), E (matemáticas y tecnología), F1, F2, F3..., F12 (tecnología), G1, G2, G3 (administración, secretariado, estudios empresariales, contabilidad) y H (hospitalidad). Estos itinerarios fueron reagrupados en tres vías: general, tecnológica y vocacional.